# Bairon et ses environs
Bairon et ses environs ist eine französische Gemeinde mit 1.030 Einwohnern (Stand: 1. Januar 2022) im Département Ardennes in der Region Grand Est. Sie gehört zum Kanton Vouziers und zum gleichnamigen Arrondissement. 
Sie entstand als Commune nouvelle mit Wirkung vom 1. Januar 2016 durch die Zusammenlegung der bisherigen Gemeinden Le Chesne, Louvergny und Les Alleux. Diese sind seither Communes déléguées. Der Verwaltungssitz befindet sich im Ort Le Chesne.

## Gliederung
| Ortsteil                      | ehemaliger INSEE-Code | Fläche (km²) | Einwohnerzahl zum 1. Januar 2022 |
| ----------------------------- | --------------------- | ------------ | -------------------------------- |
| Les Alleux                    | 08007                 | 12,04        | 077                              |
| Le Chesne (Verwaltungssitz)00 | 08116                 | 23,87        | 897                              |
| Louvergny                     | 08261                 | 08,95        | 056                              |

## Geographie

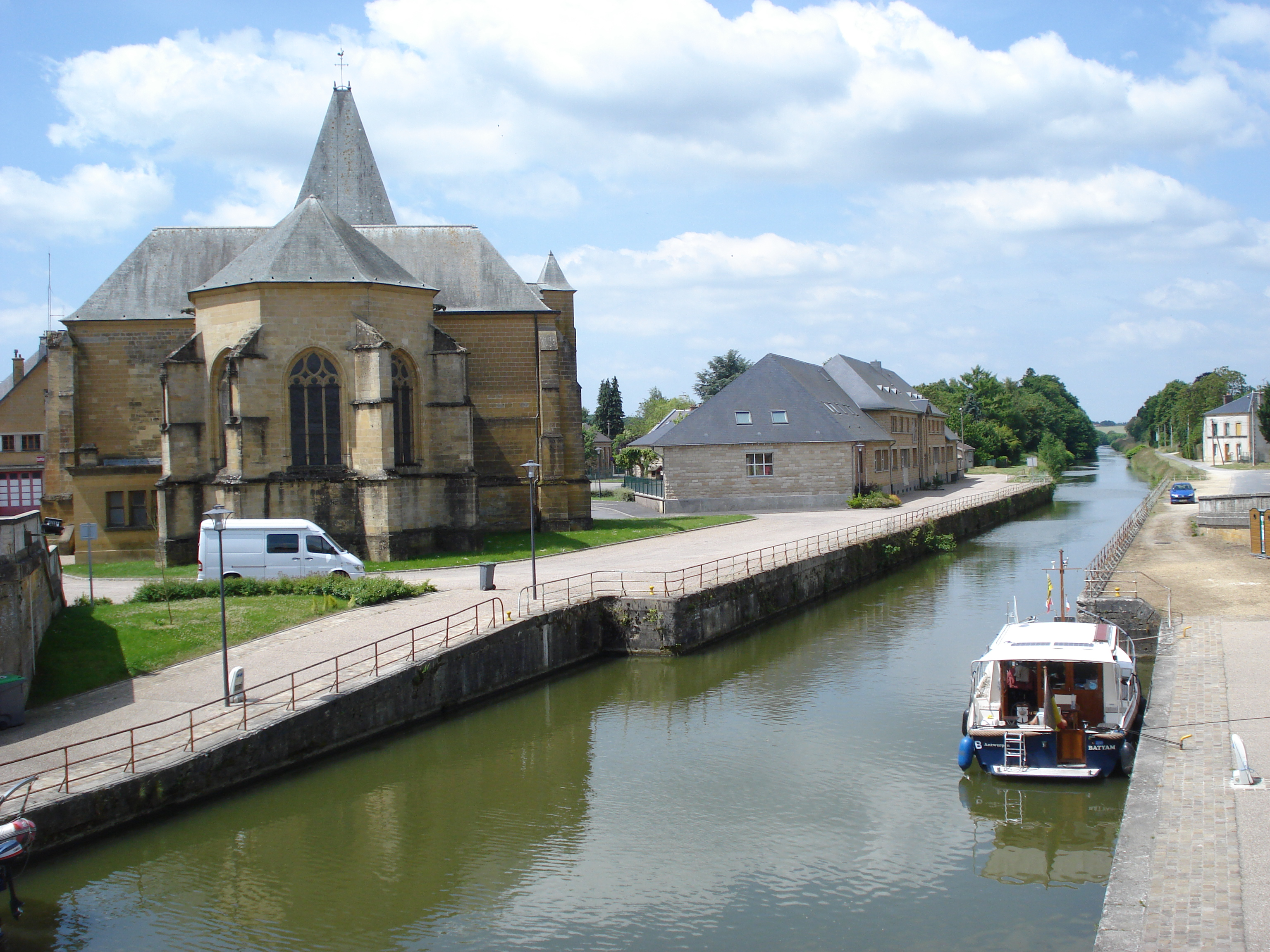
Der Canal des Ardennes bei Le Chesne

Die Gemeinde liegt rund 25 Kilometer südwestlich des Stadtzentrums von Sedan.
Nachbargemeinden sind:
- Sauville im Nordosten,
- Tannay-le-Mont-Dieu und Les Petites-Armoises im Osten,
- Belleville-et-Châtillon-sur-Bar im Südosten,
- Quatre-Champs im Süden,
- Voncq und Montgon im Westen,
- Lametz und Marquigny im Nordwesten.

Der Canal des Ardennes durchquert das Gemeindegebiet.